# 马丁·约翰斯鲁德·松德比
马丁·约翰斯鲁德·松德比（挪威語：Martin Johnsrud Sundby，1984年9月26日—）生于奥斯陆，是一名挪威男子越野滑雪运动员。

## 生平
2005年，他在出生地奥斯陆完成了自己的世界杯分站赛首秀。
他曾被查出其在2014年12月至2015年1月间的药检样本中沙丁胺醇呈阳性。2016年7月，他被国际体育仲裁院判处禁赛两个月，同时他也失去了2015年Tour de Ski的冠军以及2014–15赛季世界杯分站赛的总冠军。